# Manuel Pedro Gomes
Manuel Pedro Gomes (Torres Novas, 16 ottobre 1941) è un ex calciatore e allenatore di calcio portoghese, di ruolo difensore.

## Carriera

### Club
Ha sempre giocato nel campionato portoghese, vestendo per 13 anni la maglia dello Sporting. Ritiratosi dal calcio giocato nel 1973 si dedicherà ad una lunga carriera da allenatore.

### Nazionale
Ha collezionato 9 presenze con la propria Nazionale.

## Palmarès

### Giocatore

#### Competizioni nazionali
- Campionato portoghese: 3

Sporting CP: 1961-1962, 1965-1966, 1969-1970
- Coppa del Portogallo: 3

Sporting CP: 1962-1963, 1970-1971, 1972-1973

#### Competizioni internazionali
- Coppa delle Coppe: 1

Sporting CP: 1963-1964

### Allenatore

#### Competizioni nazionali
- Segunda Divisão: 1

Academica: 1979-1980
- Terza divisione portoghese: 1

União Leiria: 1980-1981